# ولادة بنت المستكفي
ولاّدة بنت المستكفي (994 - 26 مارس 1091م)، أميرة أندلسية وشاعرة عربية من بيت الدولة الأموية في الأندلس، ابنة الخليفة المستكفي بالله. اشتهرت بالفصاحة والشعر، وكان لها مجلس مشهود في قرطبة يؤمه الأعيان والشعراء ليتحدثوا في شؤون الشعر والأدب بعد زوال الخلافة الأموية في الأندلس.
تشتهر ببيتين شهيرين من الشعر قيل أنها كانت تكتب كل واحد منهما على جهة من ثوبها:

## نسبها
هي : ولاّدة بنت محمد المستكفي بالله بن عبد الرحمن بن عبيد الله بن عبد الرحمن الناصر لدين الله بن محمد بن عبد الله بن محمد بن عبد الرحمن بن الحكم الربضي بن هشام الرضا بن عبد الرحمن الداخل بن معاوية بن هشام بن عبد الملك بن مروان بن الحكم بن أبي العاص بن أمية بن عبد شمس الأموية العبشمية القرشية
أمها هي جارية إسبانية اسمها «سكرى» وقد ورثت منها بشرتها البيضاء وشعرها الأصهب وعينيها الزرقاوين وكانت تخالط الشعراء في زمانها وتجالسهم بل وتنافسهم.

## علاقتها بابن زيدون
بعد مقتل أبيها الخليفة المستكفي جعلت ولاّدة دارها منتدى لرجال الأدب وانصرفت إلى اللهو. وفي تلك الفترة اتصلت ولّادة بابن زيدون واشتهرا بقصة حب إلا أن هذا الغرام لم يدم طويلاً قيل لأسباب كثيرة إلا أن أرجحها هو أن ابن زيدون تعلق بجارية سوداء بارعة في الغناء ليثير غيرة ولاّدة فتعُود إليه بعد أن انصرفت عنه وقد عاتبت ولاّدة ابن زيدون قائلة:
وحاول ابن زيدون إستدرار عطفها ببراعته الشعرية فاهداها نونيته الشهيرة والتي مطلعها
إلا أن ولاّدة لم تأبه به وأرادت ان تجازيه غيظاً فألقت شباكها على رجل قليل الذكاء وواسع الثراء هو الوزير أبو عامر بن عبدوس ثم قطعت علاقتها بابن زيدون.

## قصائدها
يُشير «ديوان ولادة بنت المستكفي» إلى قصائدها التالية:
- «لحاظُكم تجرحُنا في الحشا»
- «أنتَ الخصيبٌ وهذه مصر»
- «لو كنت تنصف في الهوى ما بيننا»
- «ترقّب إذا جنّ الظلام زيارتي»
- «ألا هل لنا من بعد هذا التفرق»
- «ولقبت المسدس وهو نعت»
- «إنّ ابن زيدون له فقحة»
- «يا أصبحي اِهنأ فكم نعمة»
- «أنا واللَه أصلح للمعالي»
- «إن ابن زيدون على فضله»
- «ودّع الصبرَ محبّ ودّعك»

## كتب عنها
- الوزير ابن زيدون مع ولادة بنت المستكفي، 	إبراهيم الأحدب الطرابلسي 2017
- كتاب ولادة بنت المستكفي في فاس، محمد عبد الرحمن يونس 1997
- ولادة بنت المستكفى الأميرة الشاعرة، سعد بوفلاقة 2016
- ولادة بنت المستكفي غادة الأمويين في عصر المرابطين، دكتور محمود محمد علي، 2021
- ولادة بنت المستكفي، صلاح جرار ، 2012

## وفاتها
كانت ولاّدة من أروع الشعراء والأدباء في زمانها، وكانت لها مكانة مميزة في الشعر، وقد تركت وفاتها فراغاً كبيراً في نفوس محبيها وقد عمرت عمراً طويلاً، ولم تتزوج وماتت لليلتين خلتا من صفر سنة 484 هـ (الموافق لـ 26 مارس 1091).

## وصلات خارجية
- ولادة بنت المستكفي على موقع بوابة الشعراء.